# Lathys coralynae
Lathys coralynae là một loài nhện trong họ Dictynidae.
Loài này thuộc chi Lathys. Lathys coralynae được Willis J. Gertsch & Michael Davis miêu tả năm 1942.